# Klockkaktussläktet
Klockkaktusar (Corryocactus)  är ett suckulent växtsläkte inom familjen kaktusväxter.

## Beskrivning
Klockkaktusar är pelarkaktusar som blir från 1 till 3,6 meter höga och från 2,5 till 17,7 centimeter i diameter. När de grenar sig så sker det vanligtvis nere vid basen, vilket gör att de påminner om en kandelaber. Stammen skiftar i olika gröna nyanser vid tillväxten, medan den är grå och vedartad vid basen, precis som många andra pelarkaktusar. Corryocactus har sex till åtta åsar som är ganska framträdande, med areoler på ett avstån av 2,5 centimeter eller mer ifrån varandra som dessutom oftast är ulliga. I areolerna finns tio till tjugo kraftiga taggar som spretar åt alla håll och är upp till fem centimeter långa. Taggarnas färg varierar från gråvitt till brunt. Blommorna kommer vanligtvis i de övre areolerna på stammen, har ganska kort pip, medan petalerna bildar en vid tratt. Blommornas färg varierar från djupgul till orangeröd och blir från 7,5 till 10 centimeter i diameter. Frukten är liten, rund och mycket taggig.
Det vetenskapliga namnet Corryocactus är skapat för att hedra T. A. Corry, chefsingenjör vid Ferrocarril del Sur of the Peruvian Corporation.

## Förekomst
Klockkaktusar kommer ursprungligen från Peru och Bolivia, och kan följaktligen kallas ett höglandssläkte, då man funnit arter på så hög höjd som 4500 meter över havet.

## Odling
Klockkaktusarna är mycket lätta att odla. Även om de härstammar från mycket torra områden så vill de ha en jord med mycket humus, så länge dräneringen är god. Unga plantor trivs bäst i halvskugga. De flesta pelarkaktusar berder ut sina rötter likt ekrar i ett hjul, därför krävs relativt stora krukor. De växer bäst friplanterade. Rikligt bevattning under de varma perioderna från vår till höst. Under viloperioden bör de hållas svalt och torrt, och de klarar en minimitemperatur ner till 5ºC.